# Abe Yoshiro
Abe Yoshiro (阿部 吉朗 Abe Yoshirō, sinh ngày 5 tháng 7 năm 1980) là cựu cầu thủ bóng đá người Nhật Bản.

## Sự nghiệp câu lạc bộ
Yoshiro Abe đã từng chơi cho FC Tokyo, Oita Trinita, Kashiwa Reysol, Shonan Bellmare, Ventforet Kofu, Júbilo Iwata và Matsumoto Yamaga FC.